# تترو (اورگن)
تترو (به انگلیسی: Tetherow) یک منطقهٔ مسکونی در ایالات متحده آمریکا است که در Deschutes County واقع شده‌است. تترو ۵٫۴۶ کیلومتر مربع مساحت و ۴۵ نفر جمعیت دارد و ۱٬۱۵۵٫۲۱ متر بالاتر از سطح دریا واقع شده‌است.